# Adélard Lanctôt
Pour l’article homonyme, voir Lanctôt.
Adélard Lanctôt (13 février 1874-17 avril 1919) est un avocat et homme politique fédéral du Québec.

## Biographie
Né à Saint-Philippe, dans le Canada-Est, il fait ses études à Montréal et à l'Université Laval. Il pratique ensuite le droit à Sorel.
Élu député du Parti libéral du Canada dans la circonscription fédérale de Richelieu lors d'une élection partielle déclenchée après la nomination du député Arthur-Aimé Bruneau à un poste de juge en 1907, il est réélu en 1908. Il ne se représente pas en 1911.